# Romaniță de munte
Romanița de munte (Anthemis carpatica) este o plantă montană cu flori din genul Anthemis și din familia Asteraceae.

## Descriere
Tulpinile sunt de obicei mai multe la un loc și au până la 150 mm înălțime. Tulpina poartă la vârf câte un capitul mărișor care are în centru un disc de flori tubuloase galbene iar pe margini ligule albe, întinse în stea și știrbite la vârf (cu doi dințișori). Romanița de munte înflorește în lunile iunie-august. Involucrul este format din numeroase frunze mici înguste, care se acoperă una pe alta. Aceste frunze sunt tivite pe margini cu o dungă neagră.
Frunzele îngrămădite la baza tulpinii au codițele lungi și sunt spintecate în diviziuni înguste, de-o parte și alta a axului.

## Răspândire
În România crește prin pășunile pietroase și pe bolovănișurile din Munții Carpați.